# 欧博讷 (杜省)
欧博讷（法語：Aubonne，法語發音：[obɔn] ⓘ）是法国杜省的一个市镇，位于该省中南部，属于蓬塔利耶区。

## 地理
欧博讷（47°2'10"N, 6°19'43"E）面积15.17 平方千米，位于法国勃艮第-弗朗什-孔泰大區杜省，该省份为法国东部内陆省份，北起上索恩省，西接汝拉省，东部及东南部与瑞士接壤，东北部与贝尔福地区省接壤。
与欧博讷接壤的市镇（或旧市镇、城区）包括：穆捷欧特皮埃尔、乌昂、圣戈尔贡曼、莱普勒米耶萨潘。
欧博讷的时区为UTC+01:00、UTC+02:00（夏令时）。

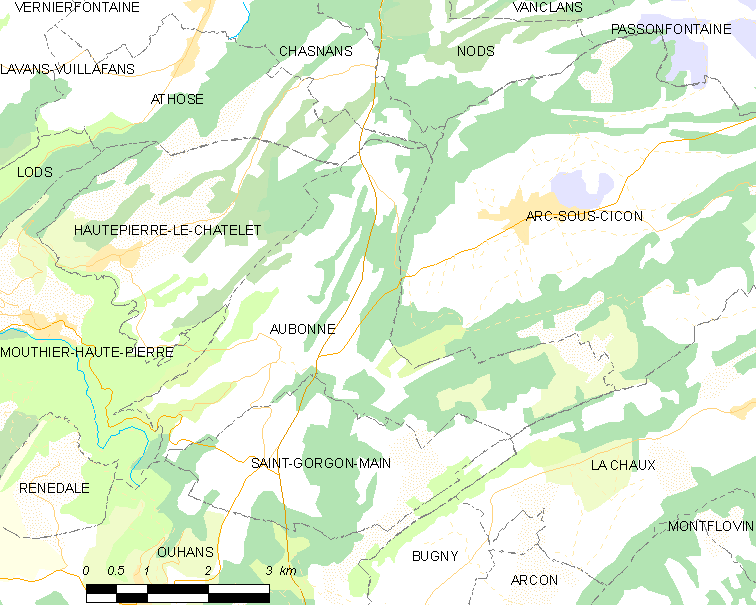
欧博讷的OSM定位图

## 行政
欧博讷的邮政编码为25520，INSEE市镇编码为25029。

## 政治
欧博讷所属的省级选区为奥尔南县。

## 交通
杜省省道D269线经过市中心，另有法国国道N57线和省道D41线过境。

## 人口

1962-2008年间欧博讷人口变化图示

欧博讷于2022年1月1日时的人口数量为260人。